# Syncalyptinae
Syncalyptinae (лат.) — подсемейство жуков-пилюльщиков.

## Описание
Усики с небольшой, резко обособленной двух- или трёх-сегментной булавой. Формула лапок 4-4-4. Верхняя часть тела в длинных торчащих булавовидных щетинок. Между щетинками голое место или же имеются мелкие чешуйки. Надкрылья с продольными бороздками или рядами точек. Переднебоковые часть заднегруди и эпистернов заднегруди с глубокими вдавлениями для вкладывания средних голеней. Глаза спереди не видны. Мандибулы и верхняя губа при втягивании головы становятся невидными.

## Список родов
- Chaetophora
- Curimopsis
- Microchaetes
- Papuamicrochaetes
- Sierraclavania